# 신세포암종
신세포암종(Renal cell carcinoma, RCC)은 일차 소변을 운반하는 신장의 매우 작은 관의 일부인 근위 굴곡 세뇨관의 내벽에서 발생하는 신장암이다. 신세포암종은 성인에서 가장 흔한 유형의 신장암으로 약 90-95%의 사례를 차지한다. 신세포암종 발생은 1.5:1의 비율로 여성보다 남성이 우세함을 보여준다. 신세포암종은 생후 6~70대 사이에 가장 흔하게 발생한다.
초기 치료는 영향을 받은 신장을 부분적으로 또는 완전히 제거하는 것이 가장 일반적이다. 암이 전이(다른 장기로 전이)되지 않았거나 신장 조직 깊숙이 파고들지 않은 경우 5년 생존율은 65-90%이지만 암이 전이되면 상당히 낮아진다.
신체는 증상을 숨기는 데 매우 뛰어나며 결과적으로 신세포암종 환자는 종종 발견될 때까지 질병이 진행된 상태이다. 신세포암종의 초기 증상에는 종종 혈뇨(처음 치료를 받을 때 감염된 사람의 40%에서 발생), 옆구리 통증(40%), 복부 또는 옆구리의 덩어리(25%), 체중 감소(33%)가 포함된다. 그 외에 발열(20%), 고혈압(20%), 야간 발한이 발생할 수 있으며 일반적으로 몸 상태가 좋지 않다. 신세포암종이 전이되면 가장 일반적으로 림프절, 폐, 간, 부신, 뇌 또는 뼈로 퍼진다. 면역 요법 및 표적 요법은 전이성 신세포암종에 대한 전망을 개선했다.
신세포암종은 또한 종양에 의해 생성된 호르몬 또는 종양에 대한 신체의 공격에 의해 유발되는 상태인 다수의 신생물부종양 증후군(PNS)과 관련이 있으며 신세포암종 환자의 약 20%에서 나타난다. 이러한 증후군은 암에 의해 침범되지 않은 조직에 가장 일반적으로 영향을 미친다. 신세포암종 환자에서 가장 흔한 신생물부종양 증후군은 높은 혈중 칼슘 수치, 높은 적혈구 수, 높은 혈소판 수 및 속발성 아밀로이드증 등이 있다.

## 같이 보기
- 인터페론
- 신장암
- 빈블라스틴